# 美國女子冰球代表隊
美國女子冰球代表隊由美國冰球協會管理。美國一直是在國際賽事最重要女子冰球隊伍其中之一，僅次於加拿大。该队除了2006年冬季奥林匹克运动会獲得銅牌以外，每屆重要賽事都获得金牌或銀牌。美國在2011年有61,612名女子冰球員。

## 2017年世界冰球錦標賽
2017年3月15日，美國女子冰球隊的球員宣布，除非美國冰球協會作出讓步，否則他們將抵制世界錦標賽以表達對不平等的女子曲棍球的薪水和生活條件的抗議。由於此舉不僅違反運動精神並可能因此遭到降級（錦標賽最後一名來季降級IA），影響來屆奧運資格。因此美國冰球協會在2017年3月28日對她們做出妥協。

## 另見
- 美國男子冰球代表隊

## 外部連結
- Official website
- IIHF profile （页面存档备份，存于）